# Вітовтова вежа
«Вітовтова вежа» — єдина збережена оборонна споруда часів литовсько-руської держави на півдні України, що знаходиться у селі Веселе (Херсонська область). Збудована наприкінці XIV століття, а наприкінці XIX ст. відреставрована власником місцевої садиби Петром Миколайовичем Трубецьким. Планується реставрація вежі та створення в ній церкви-замка ПЦУ, аби вберегти історичну спадщину. 
Історія свідчить, що в той час південно-західна частина сучасної України перебувала під владою Великого князя Литовського Вітовта і займала весь правобережний бік Дніпра, по якому проходив кордон. Відповідно існували митниці, одна з них перебувала в районі між Бериславом та Каховкою на острові Тавань, нині затопленому Каховським водосховищем, а поруч, на правому березі, знаходилась дозорна вежа, яка контролювала південну частину острова. В подальшому ці території перейшли у володіння Кримського ханства, при цьому були побудовані три фортеці: Кази-Кермен, в 1484 році, на місці сучасного Берислава; Іслам-Кермен (Шагін-Гірей), в 1492 році, на місці сучасної Каховки; і Хан-Бурун на острові Тавань.
Між фортецями були натягнуті ланцюги через Дніпро, які перешкоджали сплаву козаків на човнах. В 1695 році фортеці були зруйновані козаками Мазепи. Дозорна вежа, перебуваючи в стороні, пережила всі ці події. У 80-ті роки 19 ст. добудовано четвертий ярус зі стрільчастими вікнами в псевдоготичному стилі. Тоді ж вежа була переобладнана князем Петром Трубецьким, у водонапірну вежу, він налагодив у XIX ст. в напівдиких степах Херсонщини широкомасштабне виробництво якісного вина, відомого нам як «Оксамит України» і «Перлина степу». Швидше за все вежа використовувалася як водонапірка до 1950-х років, до того як була побудована Каховська ГЕС, після чого з неї був демонтований бак для води і вежа була покинута.
Якщо говорити про конкретні характеристики споруди, то вона кругла, має висоту близько двадцяти метрів, а побудована з використанням місцевого вапняку. Товщина стін різна в залежності від ярусу. Внизу вони товщі, а зверху — тонші.